# Анијер ан Поату
Анијер ан Поату (фр. Asnières-en-Poitou) насеље је и општина у западној Француској у региону Поату-Шарант, у департману Де Севр која припада префектури Ниор.
По подацима из 2011. године у општини је живело 187 становника, а густина насељености је износила 9,81 становника/km². Општина се простире на површини од 19,06 km². Налази се на средњој надморској висини од 75 метара (максималној 142 m, а минималној 60 m).

## Демографија
| 1962. | 1968. | 1975. | 1982. | 1990. | 1999. | 2011. |
| ----- | ----- | ----- | ----- | ----- | ----- | ----- |
| 246   | 305   | 269   | 268   | 199   | 187   | 187   |

График промене броја становника у току последњих година